# فريتز لانغ (رسام)
فريتز لانغ (بالألمانية: Fritz Lang)‏ هو رسام ألماني، ولد في 15 مارس 1877 في شتوتغارت في ألمانيا، وتوفي بنفس المكان في 26 أكتوبر 1961.